# Megalastrum leptosorum
Megalastrum leptosorum là một loài dương xỉ trong họ Dryopteridaceae. Loài này được A.R.Sm. & R.C.Moran mô tả khoa học đầu tiên năm 1988.
Danh pháp khoa học của loài này chưa được làm sáng tỏ. 